# عین‌الله بهبودی
عین‌الله شاهسون بهبودی پژوهشگر ایرانی بود. او برای نگارش کتاب علف‌های هرزه در سال ۱۳۴۰ برندهٔ جایزه سلطنتی کتاب سال شد. و به همراه اسفندیار اسفندیاری و قوام‌الدین شریف از بنیان‌گذران موسسه تحقیقات گیاه‌پزشکی کشور است.